# Sederot
Sederot (hebreu שׂדרות, «gran via», àrab سديروت) és una ciutat del districte del Sud d'Israel, a 13 km del mar Mediterrani. Fou fundada el 1948 com a campament per a acollir immigrants, i el 1951 vuitanta famílies de l'Iran i el Kurdistan van fundar el poble. En 1956 va esdevenir un municipi independent.
Després de la caiguda de l'URSS, van arribar a Sederot molts ciutadans de l'Europa de l'Est, així com de Sud-amèrica, el nombre d'habitants es va doblar i la localitat va aconseguir l'estatus de ciutat. El 40% dels habitants que hi havia en 2003, havien arribat després de la dècada de 1990.

## Atacs a la ciutat
Sederot es troba a un quilòmetre de la Franja de Gaza. Des del començament de la Segona Intifada l'octubre de 2000, la ciutat ha estat objectiu de nombrosos projectils Qassam llançats per militants de Hamàs i del Gihad Islàmic.
Tot i que aquestes bombes casolanes no són gaire precises, els atacs han provocat nombrosos morts i ferits i els habitants viuen una por constant, cosa que ha provocat que molts emigressin a altres ciutats. El govern israelià ha instal·lat un sistema d'alarma làser que hauria de detectar els possibles bombardejos, però hi ha dubtes quant a l'efectivitat del sistema. Després de la desconnexió de la Franja de Gaza el setembre de 2005, dotzenes de bombes de morter van ser disparades sobre Sederot.

## Dades estadístiques

### Demografia
Segons l'Oficina Central d'Estadístiques d'Israel (OCEI), la població de la ciutat era, l'any 2001, un 99,8% jueva o no-àrab, i no hi havia un nombre significatiu d'àrabs.
L'any 2001 hi havia 9.500 homes i 9.700 dones. La població de la ciutat es compon en un 36,5% de persones de menys de 20 anys, un 16,2% de persones d'entre 20 i 29 anys, un 19,6% d'entre 30 i 44, un 14,3% d'entre 45 i 59, un 3,8% d'entre 60 i 64, i un 9,5% de majors de 65. La taxa de creixement de la població aquell mateix any era de 0,7%.

### Ingressos
Segons l'OCEI, l'any 2000 hi havia 6.301 empleats i 367 autònoms a la ciutat. El salari mensual mitjà de la ciutat per als empleats era de 3.845 nous xéquels. El salari mitjà dels homes era de 4.911 nous xéquels i el de les dones era de 2.665 nous xéquels. Els ingressos mitjans dels autònoms eren de 5.378 nous xéquels. 603 persones rebien prestació d'atur i 3.183 ajuda social.

### Ensenyament
Segons l'OCEI, hi ha 14 centres educatius i 3.578 estudiants a la ciutat. Hi ha 11 escoles primàries amb 2.099 estudiants i 6 escoles secundàries amb 1.479 estudiants. L'any 2001, un 56,5% dels estudiants d'últim curs de secundària es van graduar.

## Ciutats agermanades
- Steglitz-Zehlendorf (Berlín, Alemanya)[5]
- Antony (Alts del Sena, França)[6]